# Allan Rushmer
Allan Rushmer (Allan Trevor Rushmer; * 27. Februar 1944 in Birmingham; † 23. April 2024 in York) war ein britischer Langstreckenläufer.
1966 gewann er für England startend bei den British Empire and Commonwealth Games in Kingston Bronze über drei Meilen. Bei den Europameisterschaften in Budapest wurde er über 10.000 Meter Fünfter.
Über 5000 Meter schied er bei den Olympischen Spielen 1968 in Mexiko-Stadt im Vorlauf aus, wurde Vierter bei den British Commonwealth Games 1970 in Edinburgh und kam bei den Europameisterschaften 1971 in Helsinki auf den 13. Platz.

## Persönliche Bestzeiten
- 1 Meile: 3:58,7 min, 26. August 1967, Northampton
- 5000 m: 13:29,8 min, 25. Juli 1970, Edinburgh
- 10.000 m: 28:37,8 min, 30. August 1966, Budapest